# كارلسوي
كارلسوي (بالنرويجية: Karlsøy)‏ هي بلدية في مقاطعة ترومس، النرويج. المركز الإداري للبلدية هي قرية هانسنيس. من بين القرى الأخرى في البلدية دوفيورد، وهسفيورد، وكارلسويا، وتورشفوغ، وفانفوغ، وفانارايد. قبيل عام 1909 كان يكتب اسمها كارلسو..

## المناخ
يظهر الجدول التالي التغييرات المناخية على مدار السنة لكارلسوي:
| البيانات المناخية لـكارلسوي                | البيانات المناخية لـكارلسوي | البيانات المناخية لـكارلسوي | البيانات المناخية لـكارلسوي | البيانات المناخية لـكارلسوي | البيانات المناخية لـكارلسوي | البيانات المناخية لـكارلسوي | البيانات المناخية لـكارلسوي | البيانات المناخية لـكارلسوي | البيانات المناخية لـكارلسوي | البيانات المناخية لـكارلسوي | البيانات المناخية لـكارلسوي | البيانات المناخية لـكارلسوي | البيانات المناخية لـكارلسوي |
| الشهر                                      | يناير                       | فبراير                      | مارس                        | أبريل                       | مايو                        | يونيو                       | يوليو                       | أغسطس                       | سبتمبر                      | أكتوبر                      | نوفمبر                      | ديسمبر                      | المعدل السنوي               |
| ------------------------------------------ | --------------------------- | --------------------------- | --------------------------- | --------------------------- | --------------------------- | --------------------------- | --------------------------- | --------------------------- | --------------------------- | --------------------------- | --------------------------- | --------------------------- | --------------------------- |
| متوسط درجة الحرارة الكبرى °م (°ف)          | 0.7 (33.3)                  | 0.6 (33.1)                  | 1.3 (34.3)                  | 3.2 (37.8)                  | 6.9 (44.4)                  | 10.8 (51.4)                 | 13.6 (56.5)                 | 13.2 (55.8)                 | 9.9 (49.8)                  | 6.3 (43.3)                  | 3.3 (37.9)                  | 1.5 (34.7)                  | 5.9 (42.6)                  |
| المتوسط اليومي °م (°ف)                     | −1.1 (30.0)                 | −1.2 (29.8)                 | −0.5 (31.1)                 | 1.4 (34.5)                  | 4.8 (40.6)                  | 8.0 (46.4)                  | 10.8 (51.4)                 | 10.7 (51.3)                 | 7.9 (46.2)                  | 4.6 (40.3)                  | 1.6 (34.9)                  | −0.3 (31.5)                 | 3.9 (39.0)                  |
| متوسط درجة الحرارة الصغرى °م (°ف)          | −2.9 (26.8)                 | −3.0 (26.6)                 | −2.2 (28.0)                 | −0.3 (31.5)                 | 2.9 (37.2)                  | 6.0 (42.8)                  | 8.6 (47.5)                  | 8.8 (47.8)                  | 6.3 (43.3)                  | 3.0 (37.4)                  | 0.0 (32.0)                  | −2.1 (28.2)                 | 2.1 (35.8)                  |
| الهطول مم (إنش)                            | 73 (2.9)                    | 56 (2.2)                    | 57 (2.2)                    | 48 (1.9)                    | 45 (1.8)                    | 50 (2.0)                    | 52 (2.0)                    | 59 (2.3)                    | 76 (3.0)                    | 97 (3.8)                    | 80 (3.1)                    | 85 (3.3)                    | 778 (30.6)                  |
| متوسط أيام هطول الأمطار (≥ 1 mm)           | 14.5                        | 12.5                        | 12.1                        | 11.9                        | 10.5                        | 11.0                        | 10.9                        | 11.7                        | 15.0                        | 17.4                        | 16.3                        | 15.9                        | 159.7                       |
| المصدر: Norwegian Meteorological Institute |                             |                             |                             |                             |                             |                             |                             |                             |                             |                             |                             |                             |                             |